# Temagamita
La temagamita es un mineral de la clase de los minerales sulfuros, y dentro de esta pertenece al llamado “grupo de la telargpalita”. Fue descubierta en 1973 en la isla Temagani, en el estado de Ontario (Canadá), siendo nombrada así por esta localidad. Un sinónimo es su clave: IMA1973-018.

## Características químicas
Es un teluriuro de paladio y mercurio.
Además de los elementos de su fórmula, suele llevar como impurezas: platino y bismuto.

## Formación y yacimientos
Se forma con la calcopirita en magma invasivo de alta temperatura, ocurriendo en forma de inclusiones dentro de la calcopirita. 
Suele encontrarse asociado a otros minerales como: merenskyita, hessita, calcopirita o stutzita.